# Philippe Mexès
Philippe Mexès, född 30 mars 1982 i Toulouse, är en fransk fotbollsspelare. Mellan 2002 och 2012 gjorde han 29 landskamper för Frankrikes landslag.

## Klubbkarriär
Mexès kom till AJ Auxerre från moderklubben Toulouse FC 1999 och spelade 133 ligamatcher för klubben innan Roma värvade honom 2004. I Roma spelade han 2004-2011.
Under maj 2011 värvades Mexès av AC Milan. 

## Landslagskarriär
Mexès debuterade i det franska landslaget 2002, men hade svårt att ta en ordinarie plats i startelvan. Han har representerat Frankrike i 29 landskamper och har totalt gjort 2 mål. 